# Võ Văn Dũng (chính khách)
Võ Văn Dũng (sinh năm 1960) là một chính khách Việt Nam. Ông hiện là Ủy viên Ban Chấp hành Trung ương Đảng Cộng sản Việt Nam khóa XI, XII, XIII, Phó Trưởng ban thường trực Ban Nội chính Trung ương. Ông từng là Bí thư Tỉnh ủy Bạc Liêu nhiệm kỳ 2010-2015, Chủ tịch Hội đồng nhân dân tỉnh Bạc Liêu nhiệm kỳ (2011-2016), Chủ tịch Ủy ban nhân dân tỉnh Bạc Liêu nhiệm kỳ (2006-2011).

## Xuất thân và giáo dục
Ngày sinh: 29/9/1960
Ngày vào Đảng: 29/9/1982
Quê quán: xã Châu Hưng A, huyện Vĩnh Lợi, tỉnh Bạc Liêu
Dân tộc: Kinh
Học vấn: Tiến sĩ chuyên ngành Tội phạm học và phòng ngừa tội phạm

## Sự nghiệp
- Từ 11/1980 đến 12/1985: Nhân viên Văn thư Lưu trữ, cán bộ nghiên cứu tổng hợp Văn phòng Thị xã ủy Bạc Liêu.
- Từ 01/1986 đến 9/1987: Phó Văn phòng Thị ủy, Quyền Chánh Văn phòng Thị ủy Bạc Liêu, Ủy viên Ban Chấp hành Đảng bộ thị xã Bạc Liêu, Chánh Văn phòng Thị ủy Bạc Liêu.
- Từ 10/1987 đến 10/1989: Học Cao cấp Chính trị ở Trường Nguyễn Ái Quốc II - Thủ Đức - thành phố Hồ Chí Minh.
- Từ 11/1989 đến 3/1992: Bí thư Thị đoàn Bạc Liêu.
- Từ 3/1992 đến 02/1994: Xảy ra một số khuyết điểm trong công tác lãnh đạo Thị đoàn Bạc Liêu về tài chính, thôi giữ chức Bí thư Thị đoàn Bạc Liêu. Ban Thường vụ Thị ủy điều động về làm cán bộ Ban Tổ chức Thị ủy Bạc Liêu, chờ phân công công tác; Đi học Đại học Luật.
- Từ 3/1994 đến 12/1994: Phó Chủ tịch Ủy ban Mặt trận Tổ quốc, Quyền Chủ tịch Ủy ban Mặt trận Tổ quốc Thị xã Bạc Liêu; học đại học Luật.
- Từ 01/1995 đến 30/12/1996: Ủy viên Ban Chấp hành Đảng bộ thị xã Bạc Liêu, Đại biểu Hội đồng nhân dân thị xã; Phó Chủ tịch Thường trực Hội đồng nhân dân thị xã Bạc Liêu; tốt nghiệp Đại học Luật, hoàn chỉnh đại học Chính trị.
- Từ 01/1997 đến 01/2001: Phó Văn phòng Tỉnh ủy Bạc Liêu, phụ trách nghiên cứu tổng hợp; Ủy viên Ban Chấp hành Đảng bộ tỉnh, Phó Văn phòng Tỉnh ủy.
- Từ 01/2001 đến 9/2005: Tỉnh ủy viên, Chánh Văn phòng Tỉnh ủy Bạc Liêu.
- Từ 9/2005 đến 8/2009: Tỉnh ủy viên, Bí thư Thị ủy Bạc Liêu; Thường vụ Tỉnh ủy, Bí thư Thị ủy; Ủy viên dự khuyết Ban Chấp hành Trung ương Đảng (khóa X), Thường vụ Tỉnh ủy, Bí thư Thị ủy Bạc Liêu.
- Từ 8/2009 đến 18/10/2010: Ủy viên dự khuyết Ban Chấp hành Trung ương Đảng, Phó Bí thư Tỉnh ủy, Chủ tịch Ủy ban nhân dân tỉnh, Trưởng ban Chỉ đạo tỉnh Bạc Liêu về phòng, chống tham nhũng.
- Từ 19/10/2010 - 18/01/2011: Ủy viên dự khuyết Ban Chấp hành Trung ương Đảng, Bí thư Tỉnh ủy, Chủ tịch Ủy ban nhân dân tỉnh, Trưởng ban Chỉ đạo tỉnh Bạc Liêu về phòng, chống tham nhũng.
- Tháng 10/2010 Tại Đại hội Đảng bộ tỉnh Bạc Liêu lần thứ XIV ông tái đắc cử chức Bí thư Tỉnh uỷ Bạc Liêu nhiệm kỳ 2010-2015.[1]
- Sau đó tại kỳ họp HĐND Tỉnh Bạc Liêu ông Dũng giữ chức Bí thư Tỉnh ủy kiêm Chủ tịch Hội đồng nhân dân tỉnh Bạc Liêu, Bí thư Đảng ủy quân sự tỉnh, Đảng ủy viên Đảng ủy quân sự Quân khu 9.
- Ngàg 2/10/2015, Võ Văn Dũng được Bộ Chính trị điều động về Trung ương giữ chức Ủy viên Ban Chấp hành Trung ương Đảng, Phó Trưởng Ban Nội chính Trung ương.[2]
- Tháng 01/2016 Tại Đại hội Toàn quốc lần thứ XII của Đảng ông tiếp tục được bầu làm Ủy viên Ban Chấp hành Trung ương Đảng và giữ chức Phó Trưởng ban Thường trực Ban Nội chính Trung ương.[3]
- Tháng 01/2021 Tại Đại hội Toàn quốc lần thứ XIII của Đảng ông Dũng là 1 trong 10 trường hợp đặc biệt được tiếp tục được bầu làm Ủy viên Ban Chấp hành Trung ương Đảng và giữ chức Phó Trưởng ban Thường trực Ban Nội chính Trung ương, Ủy viên Ban chỉ đạo Trung ương về phòng, chống tham nhũng, tiêu cực.